# Popillia complanata
Popillia complanata – gatunek chrząszcza z rodziny poświętnikowatych, podrodziny rutelowatych i plemienia Anomalini.
Gatunek ten został opisany w 1838 roku przez Edwarda Newmana.
Ciało długości od 8,5 do 11 mm i szerokości od 4,5 do 7 mm, raczej szeroko jajowate w obrysie, bardzo gładkie i błyszczące, głęboko metalicznie zielone lub miedziano-czerwone z ceglastymi pokrywami, a nadustkiem, bocznymi brzegami przedtułowia, udami, goleniami i końcówką odwłoka rudymi. Głowa z przodu gęsto punktowana, z nadustkiem gęsto pomarszczonym. Przedplecze drobno punktowane z przodu, z boków szeroko otoczone białymi szczecinkami, które występują również w łatkach na pygidium i bokach spodu ciała. Na pokrywach, za tarczką, słabe zagłębienie. Na każdej pokrywie pięć punktowanych, silnie zagłębionych rzędów i szeroki, opatrzony rzędem punktów międzyrząd okołoszwowy. Śródpiersie o wyrostku raczej ostro zwieńczonym i zakrzywionym.
Chrząszcz orientalny, endemiczny dla Indii, znany z gór Nilgiri, Wybrzeża Malabarskiego i północnej Kanary.